# 小園美樹
小園 美樹（こぞの みき、1999年11月8日 - ）は、日本のシンガーソングライター。静岡県浜松市出身。

## 略歴
浜松学芸中学校卒業。同中学校在学中の2014年5月、エスパルス 歌う女子マネージャーに就任。2015年2月にはEXシアター六本木で初の単独ライブを開催した。

2022年2月2日より　アーティスト名をMiKi MARiE(ミキマリー)に改名

## エピソード
父母の結婚記念日に送る曲をアコースティックギターで作曲。
父母の結婚記念日に送る曲「Family」を初めてアコースティックギターで作詞・作曲する。この曲で昨年敗退した地元FM局K-mixのオーディション「神谷幸恵の独立宣言」に2回目のチャレンジで予選通過、決勝では友人に向けて作った「To my friend」で挑み見事「ソロ部門グランプリ」と「オーディエンス賞」のＷ受賞を果たした。

## ディスコグラフィ

### シングル
1. You are my hero（2014年5月21日発売）

### ミニアルバム
1. Dear（2013年10月16日発売 / UNSC-1002）

```
M1　Dear Friend
M2　hikari - 『
情報ワイド てっぺん静岡
』エンディングテーマ（2013年10月～11月/
テレビ静岡
・月～金14:55～15:55）
M3  My ｔrash&ｔreasure
M4  同じ空 - 2013年11月度K-mix MEGA PUSH TRACK
M5  Smile
```

1. Song for（2014年6月4日発売 / POCS-1142）

```
M1  Song for
M2  Shin’in on
M3  You are my hero - 
清水エスパルス
「ファミリーjoinデイズ」タイアップ曲,大東文化大学ＣＭソング
M4  One Love
M5  My Sweet Home
M6  Timecapsule
M7  Hello,Real World
```

## 出演

### テレビ
- たっぷり静岡（2015年3月31日、NHK総合1・静岡）

### ラジオ
- My Love Song（2014年10月 - 2015年、FMヨコハマ）
- 小園美樹のおしゃべりバル（2020年1月 - 2020年9月、K-MIX SHIZUOKA）